# Hannoverscher Sportverein von 1896 1985-1986
Questa voce raccoglie le informazioni riguardanti l'Hannoverscher Sportverein von 1896 nelle competizioni ufficiali della stagione 1985-1986.

## Stagione
Nella stagione 1985-1986 l'Hannover, allenato da Werner Biskup, Jürgen Rynio, Jörg Berger e Helmut Kalthoff, concluse il campionato di Bundesliga al 18º posto. In Coppa di Germania l'Hannover fu eliminato agli ottavi di finale dal Waldhof Mannheim.

## Rosa
| N. |                     | Ruolo | Calciatore         |
| -- | ------------------- | ----- | ------------------ |
|    | Germania (bandiera) | P     | Ralf Raps          |
|    | Germania (bandiera) | P     | Jürgen Rynio       |
|    | Germania (bandiera) | D     | Roman Geszlecht    |
|    | Germania (bandiera) | D     | Bastian Hellberg   |
|    | Germania (bandiera) | D     | Axel Horn          |
|    | Germania (bandiera) | D     | Mathias Kuhlmey    |
|    | Germania (bandiera) | D     | Uwe Ronge          |
|    | Germania (bandiera) | D     | Oliver Stoecking   |
|    | Germania (bandiera) | D     | Karsten Surmann    |
|    | Germania (bandiera) | D     | Bernd Thiele       |
|    | Serbia (bandiera)   | D     | Miroslav Vjetrović |
|    | Germania (bandiera) | C     | Jürgen Baier       |

| N. |                     | Ruolo | Calciatore             |
| -- | ------------------- | ----- | ---------------------- |
|    | Germania (bandiera) | C     | Rachid Belarbi         |
|    | Germania (bandiera) | C     | Jose Manuel Cobano     |
|    | Germania (bandiera) | C     | Stefan Eidinger        |
|    | Germania (bandiera) | C     | Jürgen Fleer           |
|    | Germania (bandiera) | C     | Martin Giesel          |
|    | Germania (bandiera) | C     | Maximilian Heidenreich |
|    | Germania (bandiera) | C     | Felix Möller           |
|    | Galles (bandiera)   | C     | Wayne Thomas           |
|    | Germania (bandiera) | A     | Franz Gerber           |
|    | Germania (bandiera) | A     | Michael Gue            |
|    | Germania (bandiera) | A     | Siegfried Reich        |
|    | Germania (bandiera) | A     | Fred Schaub            |

## Organigramma societario
Area tecnica
- Allenatore: Helmut Kalthoff
- Allenatore in seconda:
- Preparatore dei portieri:
- Preparatori atletici:

## Calciomercato

### Sessione estiva
| Acquisti | Acquisti        | Acquisti                 | Acquisti |
| R.       | Nome            | da                       | Modalità |
| -------- | --------------- | ------------------------ | -------- |
| C        | Jürgen Baier    | Fortuna Colonia          |          |
| C        | Stefan Eidinger | Hannover 96 II           |          |
| C        | Jürgen Fleer    | Fortuna Düsseldorf       |          |
| C        | Felix Möller    | Holstein Kiel (juniores) |          |
| A        | Siegfried Reich | Arminia Bielefeld        |          |
| C        | Wayne Thomas    | Uerdingen 05             |          |

| Cessioni | Cessioni         | Cessioni      | Cessioni |
| R.       | Nome             | a             | Modalità |
| -------- | ---------------- | ------------- | -------- |
| C        | Lars-Peter Beike | Havelse       |          |
| A        | Frank Hartmann   | Bayern Monaco |          |

### Sessione invernale
| Acquisti | Acquisti        | Acquisti         | Acquisti |
| R.       | Nome            | da               | Modalità |
| -------- | --------------- | ---------------- | -------- |
| D        | Roman Geszlecht | Bayer Leverkusen |          |

| Cessioni | Cessioni | Cessioni | Cessioni |
| R.       | Nome     | a        | Modalità |
| -------- | -------- | -------- | -------- |

## Risultati

### Bundesliga

#### Girone di andata
| Arbitro: | Schmidhuber |

|            |           |             |
| Thomas 43’ | Marcatori | 53’ Hörster |

| Arbitro: | Pauly |

|                                                                       |           |                            |
| Völler 2’, 48’, 71’ Meier 7’, 15’ Kutzop 31’ (rig.) Neubarth 84’, 86’ | Marcatori | 6’ Reich 29’ (rig.) Giesel |

| Arbitro: | Tritschler |

|                      |           |                          |
| Thomas 68’ Reich 75’ | Marcatori | 28’ Dreßen 37’, 60’ Mill |

| Arbitro: | Uhlig |

|                                                                             |           |  |
| Nachtweih 17’ Augenthaler 49’ Hartmann 52’ Pflügler 57’, 67’ Winklhofer 61’ | Marcatori |  |

| Arbitro: | Wahmann |

|            |           |                                                   |
| Schaub 69’ | Marcatori | 15’ Allgöwer 75’ Reichert 81’ (rig.) Sigurvinsson |

| Arbitro: | Hontheim |

|                                  |           |                             |
| Täuber 53’ (rig.) Regenbogen 87’ | Marcatori | 30’ Schaub 71’ (rig.) Reich |

| Arbitro: | Wittke |

|                                        |           |                         |
| Guðmundsson 34’ Bommer 70’ (rig.), 74’ | Marcatori | 22’, 78’ Thomas 55’ Gue |

| Arbitro: | Weber |

|                           |           |  |
| Gue 22’ Schaub 79’ (rig.) | Marcatori |  |

| Arbitro: | Broska |

|                                 |           |  |
| Schröder 47’ McGhee 48’ Lux 70’ | Marcatori |  |

| Arbitro: | Ermer |

|                                |           |            |
| Hellberg 9’ Gue 23’ Thomas 37’ | Marcatori | 30’ Engels |

| Arbitro: | Kautschor |

|                                        |           |                               |
| Bittorf 22’ Geyer 50’ Philipkowski 54’ | Marcatori | 30’, 75’ (rig.) Reich 70’ Gue |

| Arbitro: | Brückner |

|              |           |  |
| Hellberg 63’ | Marcatori |  |

| Arbitro: | Martino |

|                                                     |           |         |
| Remark 17’, 77’ Scholz 38’ Bührer 72’ Tsionanīs 81’ | Marcatori | 40’ Gue |

| Arbitro: | Scheuerer |

|         |           |                       |
| Gue 63’ | Marcatori | 42’, 57’ (rig.) Kuntz |

| Arbitro: | Matheis |

|             |           |                                 |
| Sarroca 34’ | Marcatori | 66’ Baier 89’ Surmann 90’ Reich |

| Arbitro: | Schütte |

|                                      |           |                       |
| Reich 2’ Heidenreich 30’ Surmann 53’ | Marcatori | 10’ Allofs 72’ Schupp |

| Arbitro: | Neuner |

|               |           |  |
| Zorc 31’, 68’ | Marcatori |  |

#### Girone di ritorno
| Arbitro: | Bruch |

|                                              |           |           |
| Cha 6’ Waas 37’ Götz 42’ Schreier 71’ (rig.) | Marcatori | 31’ Reich |

| Arbitro: | Pauly |

|                      |           |                                                      |
| Gue 4’ Vjetrović 27’ | Marcatori | 17’ Pezzey 70’ Votava 75’ Burgsmüller 84’ Ordenewitz |

| Arbitro: | Boos |

|                                                         |           |                                   |
| Hochstätter 28’ Dreßen 29’ Criens 51’ Hannes 75’ (rig.) | Marcatori | 24’ Surmann 65’ Thomas 69’ Schaub |

| Arbitro: | Gabor |

|  |           |                                                           |
|  | Marcatori | 27’ Rummenigge 53’, 84’ Hoeneß 61’ Matthäus 73’ Wohlfarth |

| Arbitro: | Weber |

|                                                                                       |           |  |
| Klinsmann 29’, 74’ Nushöhr 37’ (rig.), 63’ (rig.), 67’ (rig.) Allgöwer 81’ Müller 88’ | Marcatori |  |

| Arbitro: | Neuner |

|            |           |                 |
| Schaub 79’ | Marcatori | 42’, 71’ Täuber |

| Arbitro: | Correll |

|               |           |                |
| Geszlecht 88’ | Marcatori | 19’ Eðvaldsson |

| Arbitro: | Assenmacher |

|                        |           |        |
| Blättel 26’ Jusufi 56’ | Marcatori | 5’ Gue |

| Arbitro: | Ahlenfelder |

|  |           |                           |
|  | Marcatori | 22’ Balzis 87’ von Heesen |

| Arbitro: | Wittke |

|                                          |           |  |
| Geszlecht 44’ (aut.) Bein 82’ Allofs 84’ | Marcatori |  |

| Arbitro: | Föckler |

|  |           |                                   |
|  | Marcatori | 11’ (rig.) Grahammer 89’ Eckstein |

| Arbitro: | Schmidhuber |

|                      |           |                |
| Demandt 32’ Fach 61’ | Marcatori | 9’, 37’ Schaub |

| Arbitro: | Kautschor |

|            |           |                   |
| Giesel 25’ | Marcatori | 50’ (rig.) Sebert |

| Arbitro: | Ermer |

|                                   |           |                 |
| Kuntz 47’ (rig.), 62’ Fischer 49’ | Marcatori | 22’, 70’ Schaub |

| Hannover 17 aprile 1986, ore 20:00 CEST 32ª giornata | Hannover 96 | 0 – 0 referto | Eintracht Francoforte | Niedersachsenstadion (4 000 spett.)\| Arbitro: \| Uhlig \| |
| Arbitro:                                             | Uhlig       |               |                       |                                                            |

| Arbitro: | Scheuerer |

|            |           |  |
| Brehme 45’ | Marcatori |  |

| Arbitro: | Brehm |

|             |           |                                               |
| Surmann 58’ | Marcatori | 33’, 76’ Wegmann 41’ (rig.) Zorc 79’ Răducanu |

### Coppa di Germania
| Arbitro: | Kautschor |

|                                  |           |            |
| Baier 19’ Surmann 49’ Thomas 70’ | Marcatori | 32’ Schulz |

| Arbitro: | Barnick |

|                      |           |                  |
| Schaub 78’ Reich 89’ | Marcatori | 72’ Freudenstein |

| Arbitro: | Brehm |

|                                             |           |           |
| Remark 29’, 34’ (rig.), 55’, 73’ Kohler 89’ | Marcatori | 9’ Gerber |

## Statistiche

### Statistiche di squadra
| Competizione      | Punti | In casa | In casa | In casa | In casa | In casa | In casa | In trasferta | In trasferta | In trasferta | In trasferta | In trasferta | In trasferta | Totale | Totale | Totale | Totale | Totale | Totale | DR  |
| Competizione      | Punti | G       | V       | N       | P       | Gf      | Gs      | G            | V            | N            | P            | Gf           | Gs           | G      | V      | N      | P      | Gf     | Gs     | DR  |
| ----------------- | ----- | ------- | ------- | ------- | ------- | ------- | ------- | ------------ | ------------ | ------------ | ------------ | ------------ | ------------ | ------ | ------ | ------ | ------ | ------ | ------ | --- |
| Bundesliga        | 18    | 17      | 4       | 4       | 9       | 20      | 33      | 17           | 1            | 4            | 12           | 23           | 59           | 34     | 5      | 8      | 21     | 43     | 92     | -49 |
| Coppa di Germania | -     | 2       | 2       | 0       | 0       | 5       | 2       | 1            | 0            | 0            | 1            | 1            | 5            | 3      | 2      | 0      | 1      | 6      | 7      | -1  |
| Totale            | 18    | 19      | 6       | 4       | 9       | 25      | 35      | 18           | 1            | 4            | 13           | 24           | 64           | 37     | 7      | 8      | 22     | 49     | 99     | -50 |

### Andamento in campionato
| Giornata  | 1 | 2  | 3  | 4  | 5  | 6  | 7  | 8  | 9  | 10 | 11 | 12 | 13 | 14 | 15 | 16 | 17 | 18 | 19 | 20 | 21 | 22 | 23 | 24 | 25 | 26 | 27 | 28 | 29 | 30 | 31 | 32 | 33 | 34 |
| --------- | - | -- | -- | -- | -- | -- | -- | -- | -- | -- | -- | -- | -- | -- | -- | -- | -- | -- | -- | -- | -- | -- | -- | -- | -- | -- | -- | -- | -- | -- | -- | -- | -- | -- |
| Luogo     | C | T  | C  | T  | C  | T  | T  | C  | T  | C  | T  | C  | T  | C  | T  | C  | T  | T  | C  | T  | C  | T  | C  | C  | T  | C  | T  | C  | T  | C  | T  | C  | T  | C  |
| Risultato | N | P  | P  | P  | P  | N  | N  | V  | P  | V  | N  | V  | P  | P  | V  | V  | P  | P  | P  | P  | P  | P  | P  | N  | P  | P  | P  | P  | N  | N  | P  | N  | P  | P  |
| Posizione | 6 | 17 | 17 | 18 | 18 | 18 | 18 | 17 | 18 | 16 | 16 | 14 | 14 | 16 | 14 | 13 | 15 | 15 | 17 | 17 | 17 | 18 | 18 | 18 | 18 | 18 | 18 | 18 | 18 | 18 | 18 | 18 | 18 | 18 |

Legenda:

Luogo: C = Casa; T = Trasferta. Risultato: V = Vittoria; N = Pareggio; P = Sconfitta.

### Statistiche dei giocatori
| Giocatore      | Bundesliga | Bundesliga | Bundesliga  | Bundesliga | Coppa di Germania | Coppa di Germania | Coppa di Germania | Coppa di Germania | Totale   | Totale | Totale      | Totale     |
| Giocatore      | Presenze   | Reti       | Ammonizioni | Espulsioni | Presenze          | Reti              | Ammonizioni       | Espulsioni        | Presenze | Reti   | Ammonizioni | Espulsioni |
| -------------- | ---------- | ---------- | ----------- | ---------- | ----------------- | ----------------- | ----------------- | ----------------- | -------- | ------ | ----------- | ---------- |
| J. Baier       | 31         | 1          | 6           | 0          | 3                 | 1                 | 0                 | 0                 | 34       | 2      | 6           | 0          |
| R. Belarbi     | 5          | 0          | 0           | 0          | 0                 | 0                 | 0                 | 0                 | 5        | 0      | 0           | 0          |
| J. Cobano      | 0          | 0          | 0           | 0          | 0                 | 0                 | 0                 | 0                 | 0        | 0      | 0           | 0          |
| S. Eidinger    | 2          | 0          | 0           | 0          | 0                 | 0                 | 0                 | 0                 | 2        | 0      | 0           | 0          |
| J. Fleer       | 22         | 0          | 3           | 1          | 2                 | 0                 | 1                 | 0                 | 24       | 0      | 4           | 1          |
| F. Gerber      | 18         | 0          | 2           | 0          | 3                 | 1                 | 0                 | 0                 | 21       | 1      | 2           | 0          |
| R. Geszlecht   | 16         | 1          | 2           | 0          | 0                 | 0                 | 0                 | 0                 | 16       | 1      | 2           | 0          |
| M. Giesel      | 28         | 2          | 6           | 1          | 3                 | 0                 | 0                 | 0                 | 31       | 2      | 6           | 1          |
| M. Gue         | 30         | 8          | 2           | 0          | 3                 | 0                 | 1                 | 0                 | 33       | 8      | 3           | 0          |
| M. Heidenreich | 29         | 1          | 1           | 1          | 1                 | 0                 | 0                 | 0                 | 30       | 1      | 1           | 1          |
| B. Hellberg    | 29         | 2          | 2           | 0          | 3                 | 0                 | 0                 | 0                 | 32       | 2      | 2           | 0          |
| A. Horn        | 0          | 0          | 0           | 0          | 0                 | 0                 | 0                 | 0                 | 0        | 0      | 0           | 0          |
| M. Kuhlmey     | 23         | 0          | 7           | 0          | 2                 | 0                 | 0                 | 0                 | 25       | 0      | 7           | 0          |
| F. Möller      | 8          | 0          | 1           | 0          | 0                 | 0                 | 0                 | 0                 | 8        | 0      | 1           | 0          |
| R. Raps        | 32         | 0          | 1           | 0          | 3                 | 0                 | 0                 | 0                 | 35       | 0      | 1           | 0          |
| S. Reich       | 28         | 8          | 3           | 0          | 3                 | 1                 | 0                 | 0                 | 31       | 9      | 3           | 0          |
| U. Ronge       | 17         | 0          | 2           | 0          | 1                 | 0                 | 1                 | 0                 | 18       | 0      | 3           | 0          |
| J. Rynio       | 2          | 0          | 0           | 0          | 0                 | 0                 | 0                 | 0                 | 2        | 0      | 0           | 0          |
| F. Schaub      | 31         | 9          | 6           | 0          | 2                 | 1                 | 0                 | 0                 | 33       | 10     | 6           | 0          |
| O. Stoecking   | 1          | 0          | 0           | 0          | 0                 | 0                 | 0                 | 0                 | 1        | 0      | 0           | 0          |
| K. Surmann     | 28         | 4          | 5           | 0          | 3                 | 1                 | 0                 | 0                 | 31       | 5      | 5           | 0          |
| B. Thiele      | 16         | 0          | 5           | 0          | 2                 | 0                 | 1                 | 0                 | 18       | 0      | 6           | 0          |
| W. Thomas      | 24         | 6          | 6           | 0          | 1                 | 1                 | 0                 | 0                 | 25       | 7      | 6           | 0          |
| M. Vjetrović   | 13         | 1          | 2           | 1          | 2                 | 0                 | 0                 | 0                 | 15       | 1      | 2           | 1          |